# 奮銳黨
奮銳黨（Zealotry；kanai）又名熱烈派，是第二圣殿时期之錫安主義政治組織，主張反抗罗马帝国對以色列猶太人的统治，目標是把以色列的外来者驱除出境。
此黨於犹太人大起义（66-70年）期間十分著名。约瑟夫斯称他们是这一时期的第四个“派系”。

## 词源
词汇“奋锐党”在希伯来语中是kanai (קנאי，复数，קנאים (kana'im))，即他们对上帝十分热忱zealous。词汇的延伸是希腊语ζηλωτής ，“效法者，狂热崇拜或追随者。”

## 历史

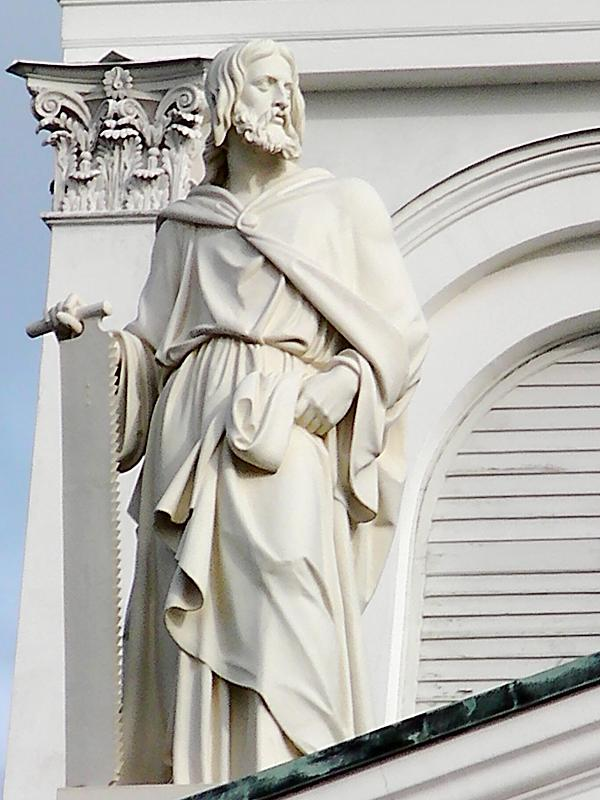
奋锐党的西门。

约瑟夫斯的《犹太古史》称在当时有三大主要派系，即法利赛、撒都该、艾賽尼派。奋锐党被称之为“第四大派系”，有加利利的犹大（或加马拉的犹大）和法利赛的撒度在第六年成立，反抗征税改革。他们“基本上认同法利赛的教训；但对自由十分向往，称上帝是他们唯一的主宰和君主。”(18.1.6)
根据《犹太百科》中的奋锐党条目：
|  | 根据约瑟夫斯("B. J." ii. 8, § 1; "Ant." xviii. 1, §§ 1, 6)，大多数作家认为奋锐党是加利利的犹大建立的第四大派系(见Grätz, "Gesch." iii. 252, 259; Schürer, "Gesch." 1st ed., i. 3, 486)。这种观点是相互矛盾的，然而，加利利的犹大的父亲赫齐卡亚已经组织了“好汉帮”来反抗大希律("B. J." i. 10, § 5; "Ant." xiv. 9, § 2)，这是在希律统治时期，里奋锐党系统性的宗教和行刺行动相隔不远。 |

也有与之相反的辩论：此派系没有所期望的明确标志(在66-70/3的战争前)。在羅馬總督彼拉多執政時，奮銳黨已經常冲擊羅馬人，羅馬皇帝卡里古拉即位後(37-41)成为“罗马与犹太的第一次公开冲突”，但在第六年普查和塞扬努斯(早于31年)前就已经出现迹象。
犹大的两个儿子，雅各和西门，都参与了起义，并被台比留·亚历山大处死，后者在46-48年任犹迪亚巡抚。
*雅各和西门的父親是亞勒腓（有稱： 革羅罷），而並非猶大。
当罗马要求崇拜皇帝时，犹太人进行大起义(66–73 CE)，但最终失败。奋锐党在66年领导起义。他们成功夺回了耶路撒冷，并坚持到了70年，罗马皇帝韦斯巴芗的儿子提图斯攻陷城池，摧毁了圣殿。
奋锐党反对罗马统治，用暴力手段打击罗马人和希腊人。另一派系是刃首党，他们扫荡犹太居住区，刺杀叛徒及奸细，并且呼吁猶太人团结，煽动犹太人反抗罗马人。约瑟夫斯用黯淡的画面描述了他们的行动，并称在圣殿被毁前，他们用“恐怖统治”。根据约瑟夫斯，奋锐党追随吉查拉的约翰，在加利利地区反抗罗马人，逃跑，来到耶路撒冷，将当地人带入狂热状态，导致圣殿被毁。

### 塔木德反对奋锐党
在《塔木德》中，奋锐党是个非宗教派系(不追随宗教领袖)，被称之为 Biryonim (בריונים)，即“野蛮的”、“蛮荒的”、“暴徒”，并谴责他们的冲动，谴责他们不会委屈求全，保护耶路撒冷的幸存者，以及他们盲目的军国主义，敌视拉比们的求和。他们继续指责奋锐党导致耶路撒冷和第二圣殿的倾覆，使得罗马束缚了犹大。根据《巴比伦塔木德》，Gittin:56b，在耶路撒冷城被围时，暴徒们摧毁了几十年堆积出的食物和柴火，勒令犹太人出动，在绝望中进行反抗。约哈兰·本·撒该出逃，与韦斯巴芗会面，建立贾尼亚会，编撰《密西拿》，使得拉比犹太教得以幸存。
奋锐党呼吁使用暴力反抗罗马人、犹太人奸细和撒都该人，通过扫荡和其它活动来达到他们的目的。

### 马萨达
在70年耶路撒冷和第二圣殿被毁后，960奋锐党人在以利亚撒·本·雅尔的带领下夺取了罗马堡垒马萨达，没有留存战俘。罗马派第10军团前往，但三年没有攻下。据估算，军团伤亡人数达1,000人。罗马人发明了新的攻城机器，但奋锐党人依然坚守。组后，在第三年，即73年，罗马人完成了对马萨达山一侧的挖掘，将其摧毁。这使得他们的攻城得以上手，攻破城墙。当罗马人进入，准备逮捕奋锐党人时，发现所有的战士和家人都已自尽。
今天，在以色列国防力量中，在基本训练完成后，有人爬上马萨达，用希伯来语喊“马萨达绝不再被攻陷 （页面存档备份，存于）”。

### 匕首党
另一极端组织，或许是奋锐党的分支，在拉丁语中被称之为“匕首党”或「刃首黨」，即“暴徒”、“持匕首者”(单数：sicarius)，它们得名于击杀反对战争呼召的犹太人。可能是因为许多奋锐党也同时是“匕首党”的缘故，他们在塔木德中被称之为“暴徒”，甚至被密西拿贤哲们所畏惧。
根据历史学家H.H.本·萨逊，匕首党最初来自加利利，“为社会革命而战斗，而耶路撒冷奋锐党对社会层面关注较少”，匕首党“从来不追随某一家族，也不去效忠他们的王”。两党都反对祭司家族控制圣殿。
词汇sicarii也可以指代持长弯刀的角斗士

## 在新约中

### 使徒西门
在耶稣使徒中有个西门被称之为“奋锐党人”。